# 久枝譲治
久枝 譲治（ひさえだ じょうじ、1951年（昭和26年）5月12日 - ）は、日本の外交官。2011年（平成23年）10月からオマーン駐箚特命全権大使。

## 経歴・人物
東京都出身。1970年（昭和45年）に東京教育大学附属中学校・高等学校（現・筑波大学附属中学校・高等学校）を卒業。1975年（昭和50年）11月に外務公務員採用上級試験に合格。1976年（昭和51年）東京大学法学部を卒業して外務省に入省した。
1977年（昭和52年）から1979年（昭和54年）までイギリス、オックスフォード大学に留学。在米国大使館一等書記官、文化交流部文化第二課長、内閣法制局参事官、在フィリピン公使、在ニューヨーク総領事館首席領事、報道・広報担当参事官、アトランタ総領事、国際交流基金統括役、シカゴ総領事を経て、2011年（平成23年）からオマーン駐箚特命全権大使。2016年4月明治大学国際日本学部客員教授。私生活では、夫人との間に1男2女。趣味は、トロンボーンとピアノの演奏、蝶の採集、テニス、乗馬。

## 同期
- 齋木昭隆（13年外務事務次官・12年外務審議官（政務）・11年駐印大使・08年外務省アジア大洋州局長）
- 鶴岡公二（13年内閣官房審議官兼TPP政府対策本部首席交渉官・12年外務審議官（経済）・10年外務省総合外交政策局長）
- 兒玉和夫（13年OECD大使・外務省研修所長・10年国連大使（次席）・08年外務報道官）
- 木寺昌人（12年駐中国大使・内閣官房副長官補）
- 國方俊男（13年北極担当大使・11年駐チェコ大使）
- 小菅淳一（11年駐ヨルダン大使・06年駐アフガニスタン大使）
- 高田稔久（13年沖縄担当大使・駐ケニア兼ソマリア兼エリトリア兼セーシェル兼ブルンジ大使・10年駐ケニア大使）
- 福川正浩（11年駐ペルー大使）
- 田尻和宏（13年駐パラオ大使）
- 篠田研次（12年駐フィンランド大使）
- 高橋邦夫（11年駐ネパール大使・09年駐スリランカ兼モルディブ大使）
- 加茂佳彦（12年駐アラブ首長国連邦大使）
- 西宮伸一（12年中国大使・10年外務審議官（経済））
- 大塚聖一（12年駐レバノン大使）
- 高瀬康夫（12年駐ジャマイカ兼ベリーズ兼バハマ大使・09年駐トンガ大使）
- 渡部和男（12年駐コロンビア大使・11年科学技術協力担当大使・08年駐パラグアイ大使）
- 小泉崇（12年駐ブルガリア大使）
- 東博史（13年駐ポルトガル大使・10年駐モーリタニア大使）
- 長内敬（09年駐ラトビア大使）
- 今井治（13年国際テロ対策・組織犯罪対策協力担当兼サイバー政策担当兼安保理非常任理事国選挙及び安保理改革（中南米諸国）担当大使・12年国際テロ対策・組織犯罪対策協力兼サイバー政策担当大使・09年駐エクアドル大使）
- 細谷龍平（13年駐マダガスカル大使）
- 山本啓司（12年駐ルーマニア大使・11年査察担当大使・駐カメルーン大使）
- 塚原大貮（12年駐ベナン大使）
- 川上公一（12年外交記録公開担当大使・09年駐レバノン大使）